# Quassia amara
Quassia amara es una especie de planta del género Quassia, se utiliza como insecticida en la medicina tradicional y como aditivo en la industria alimentaria.

## Descripción
Es un arbusto o rara vez un pequeño árbol, que crece hasta los 3 m de altura (raramente 8 m). Las hojas son compuestas y alternas, de 15-25 cm de largo, y pinnadas con 3-5 folíolos, el raquis de la hoja es alado. Las flores se producen en una panícula de 15-25 cm de largo, cada flor de 2.5 a 3.5 cm de largo, de color rojo brillante en el exterior y blanco en el interior. El fruto es una pequeña drupa de 1-1.5 cm de largo. 

## Distribución
Q. amara es nativa de Costa Rica, Nicaragua, Panamá, Brasil, Perú, Venezuela, Surinam, Colombia, Argentina, Guayana Francesa y Guyana. Q. amara es ampliamente plantada fuera de su área de distribución natural.

## Composición química
En la madera una cuota de 0,09 a 0,17% de cuasina se detectó y de 0,05 a 0,11% de neocuasina en plantas de Costa Rica. Cuasina es una de las sustancias más amargas que encuentran en la naturaleza.
Otros componentes identificados son: Beta-carbolinas, beta-sitostenona, beta-sitosterol, dehydroquassins, ácido gálico, ácido gentísico, hydroxyquassins, isoparain, isoparainas, isoquassinas, ácido málico, methylcanthins, metoxicantinas, nigakilactona A, ni-neoquassina , parainfluenza, paraines, quassialactol, quassimarina, quassinol, quassol y simalikalactona D.

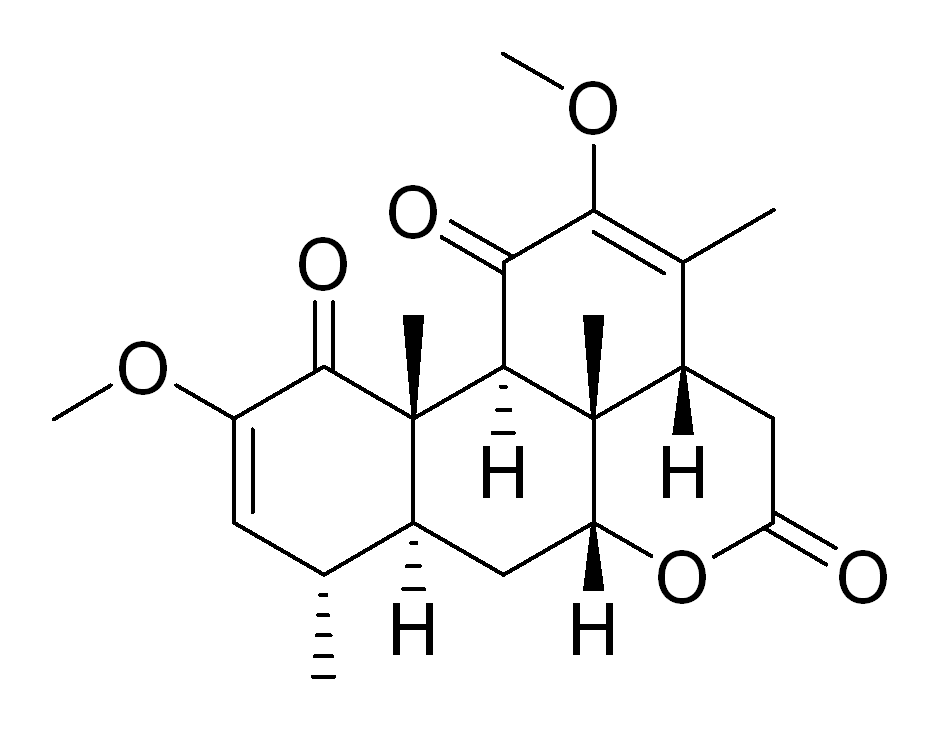
Estructura de la cuasina

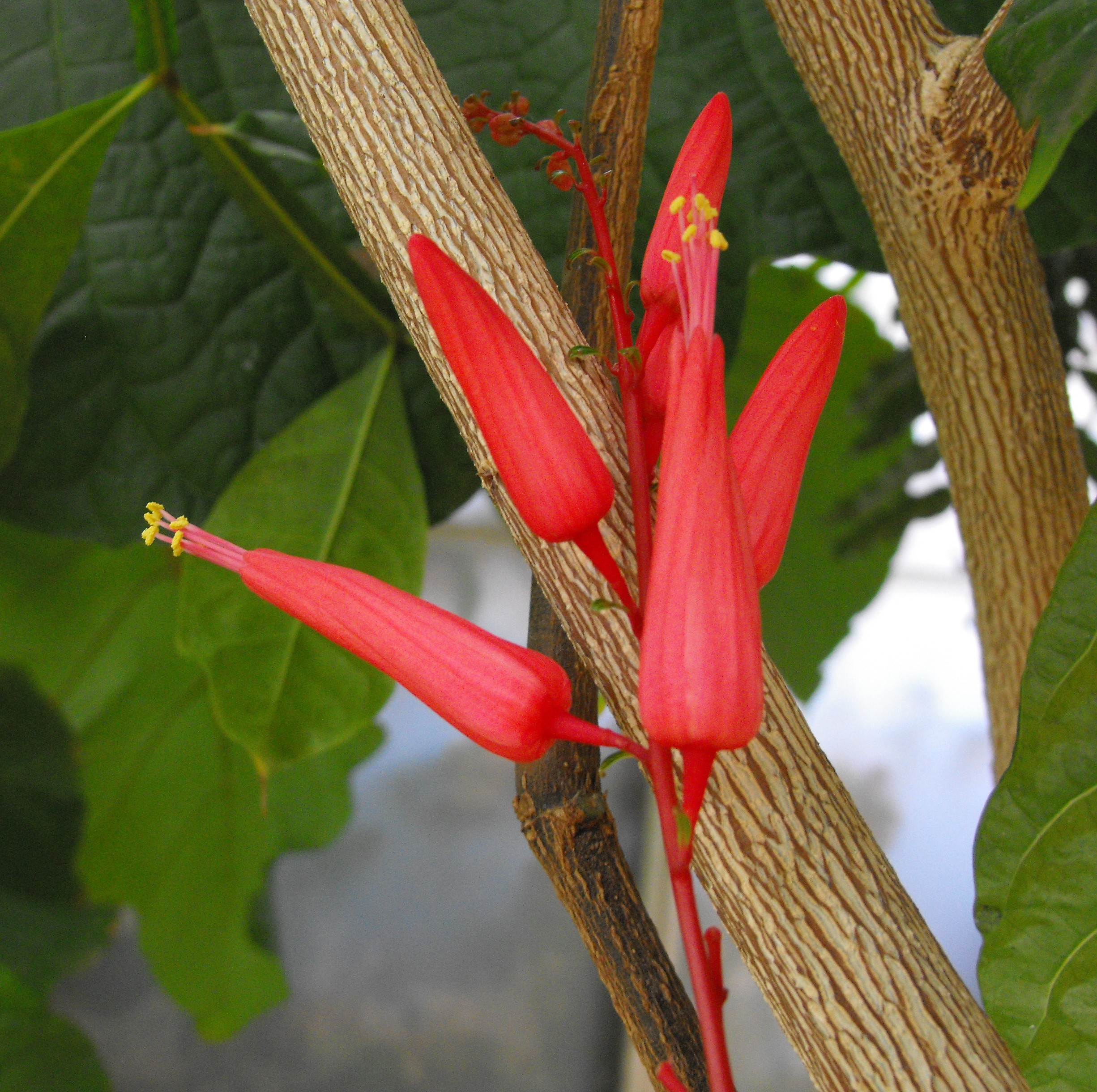
Detalle de las flores

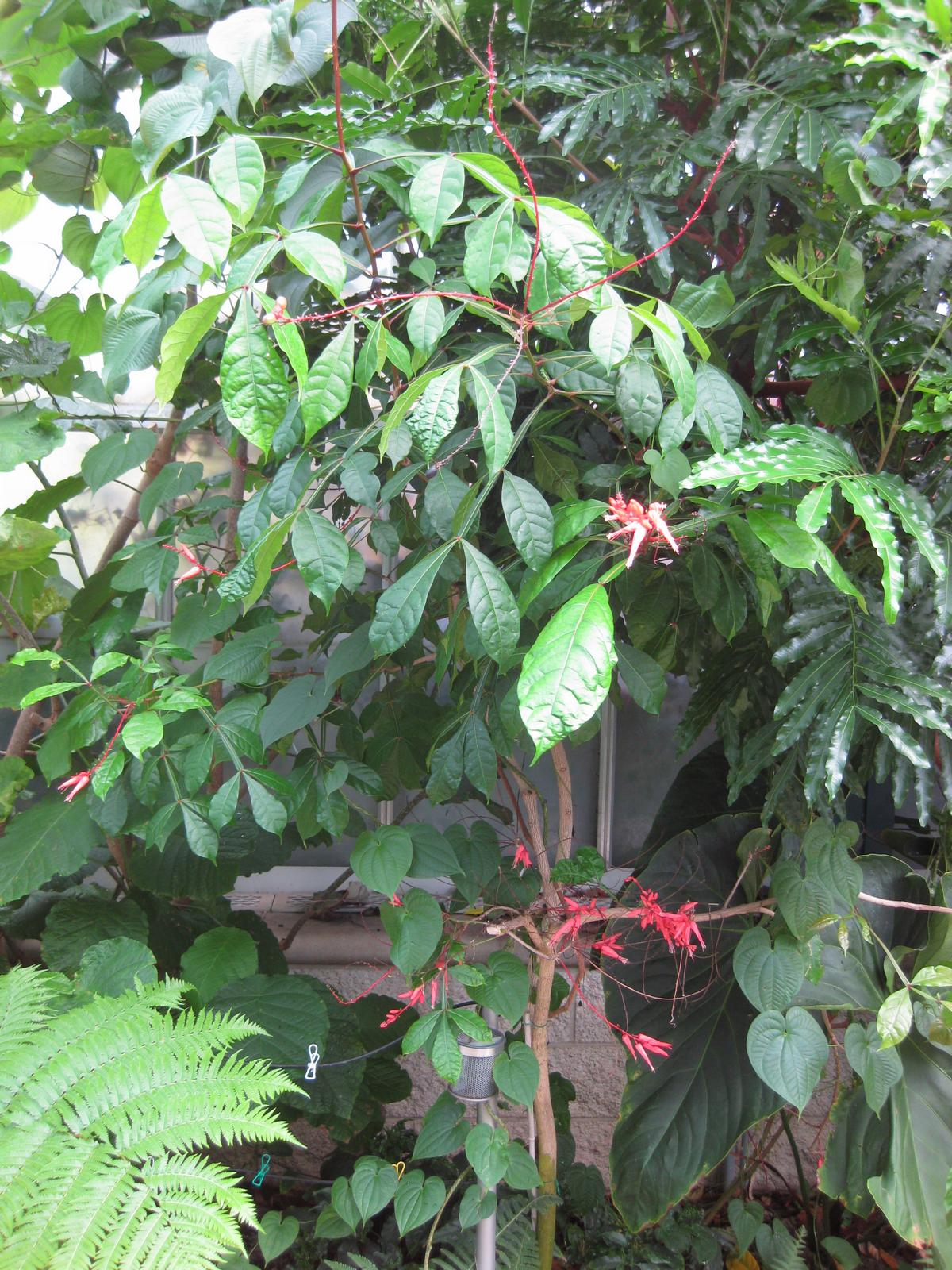
Vista de la planta

## Usos

### Insecticida
Los extractos de la madera o corteza de Quassia actúan como insecticida natural. Para la agricultura ecológica es de particular interés. Una buena protección se demostró contra diferentes plagas de insectos (por ejemplo, pulgones, escarabajo de la patata, Anthonomus pomorum, Rhagoletis cerasi, orugas de Tortricidae). Extracto de cuasina funciona como un insecticida de contacto. Los efectos adversos sobre organismos útiles no fueron encontrados.

#### Fórmula
Alrededor de 200 gramos de virutas de madera de Quassia se ponen juntos con 2 litros de agua. Se deja en reposo durante 24 horas y luego se cuece durante 30 min. Después se diluye con 10 a 20 litros de agua y se utiliza como un spray El uso de aproximadamente 3-4,5 kg de extracto de madera por hectárea parece ser óptima para minimizar el daño de Hoplocampa testudinea en manzanos.

### Medicina
Tradicionalmente Q. amara se utiliza como digestivo, para tratar la fiebre, contra los parásitos del pelo ( piojos , pulgas ) y larvas de mosquitos en estanques (y no dañan a los peces). 
La infusión o el macerado de la madera se usan como tónico amargo para aumentar la secreción de las glándulas salivales, jugos gástricos y biliares. El cocimiento del polvo se usa para tratar afecciones digestivas (diarrea, disentería, dispepsia, dolor de estómago, flatulencia y halitosis) y mejorar el tránsito intestinal. Se le atribuye propiedad amebicida, antiséptica, aperitiva, catártica, colagoga, depurativa, estomáquica, eupéptica y tónica.
El componente de simalikalactona D se identificó como un antimalárico. La preparación de un té de hojas jóvenes se utiliza tradicionalmente en la Guyana Francesa. Los experimentos mostraron una alta inhibición de Plasmodium yoelii yoelii y Plasmodium falciparum.

## Otros usos
Los extractos de la madera o la corteza también se utilizan para dar sabor a refrescos, aperitivos y amargos que se pueden añadir a los cócteles o para productos horneados.

## Cultivo
Semillas y esquejes se pueden usar para la propagación de Q. amara. No tolera las heladas, pero la planta es parcialmente resistente a la sequía. Se recomienda una gran cantidad de luz indirecta.

## Taxonomía
Castela tortuosa fue descrita por Carlos Linneo y publicado en Species Plantarum, Editio Secunda 1: 553. 1762.
Etimología
Quassia: nombre genérico que fue otorgado por Linneo en honor del descubridor de la planta, el Surinamés liberto Graman Quassi.
amara: epíteto latino que significa "amargo".

## Nombres comunes
- Palo amargo en Argentina, copachtli del Perú, cuasia surinamense, quasi de México, hombre grande de Costa Rica, quina de Cayena.[11]